# Улица Петра Комарова
Улица Петра Комарова — короткая, около 200 метров, улица в историческом центре Хабаровска (Центральный район), проходит от улицы Карла Маркса параллельно руслу Амура до улицы Ким Ю Чена.

## История

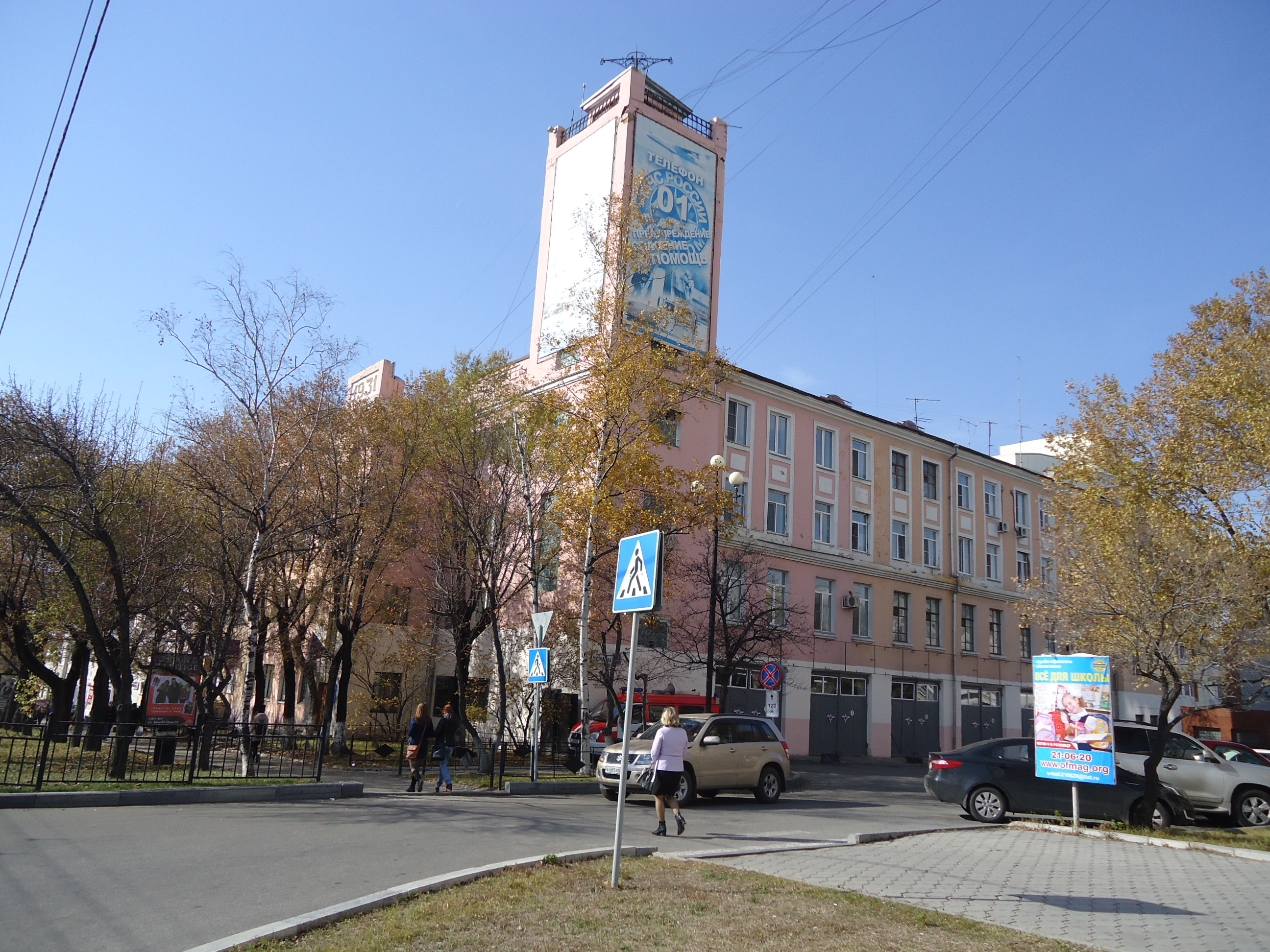
Здание пожарного депо 1-й городской пожарной команды. Угол с улицей Карла Маркса

Проложена в начале XX века, первоначальное название — Садовая, прежде эта улица была гораздо длиннее. В настоящее время первоначально остававшийся незастроенным участок улицы от улицы Карла Маркса до Уссурийского бульвара занимает территория парка Динамо. В 1910 года инженером Г. К. Долматовым был разработан план проведения в 1913 году на этой территории выставки Приамурского края в честь 300-летия дома Романовых. Выставка заняла 38 гектаров и состояла из красивой ассамблеи и вырезных киосков, павильонов, выставочных залов.
Современное название с 1951 года в честь советского поэта, руководителя сектора поэзии Хабаровского отделения СП СССР Петра Комарова (1911—1949), сам он с гордостью называл себя сыном Дальнего Востока

## Достопримечательности
д. 1/45 — Здание пожарного депо 1-й городской пожарной команды
д. 2/47 — Картинная галерея имени Федотова